# Seraglio
Seraglio ist eine US-amerikanische Kurzfilmkomödie von Colin Campbell und Gail Lerner aus dem Jahr 2000.

## Handlung
Hausfrau Georgia Owens findet eines Tages im frisch geernteten Grünkohl einen Brief. In ihm teilt ihr ein anonymer Verehrer mit, dass er ihretwegen nicht mehr schlafen könne, und macht ihr das Kompliment, dass ihre Oberschenkel wie die Tore eines bezaubernden seraglio seien. Georgia fragt ihren Mann, was seraglio bedeutet, doch kann er es ihr nicht sagen. Beim Essen meint sie, dass es sich wohl um eine Art Bohne handelt. Georgia begibt sich kurz darauf zu ihrem Nachbarn, der sie immer freundlich grüßt, und gibt ihm den Brief „zurück“, sei sie doch eine verheiratete Frau und könne auf seinen Flirt nicht eingehen. Der Nachbar hat den Brief nicht verfasst, liest ihn aber dennoch und wird neugierig, da Georgia stets lange Kleider zu tragen pflegt. Eines Tages geht er zu ihr und gibt zu, den Brief geschrieben zu haben. Beide schlafen miteinander, auch wenn sie sich einig sind, dass dies einmalig bleiben wird. Einige Tage später findet Georgia beim Reinigen der Verandamöbel einen zweiten Brief. Kurz darauf gibt sie dem Briefträger den Brief zurück, der nach schnellem Lesen zugibt, der Verfasser zu sein. Es zeigt sich in der Rückblende, dass Georgia die Briefe selbst schreibt. Auch ein Maler gibt später zu, der Verfasser eines weiteren Liebesbriefes zu sein.

## Produktion
Seraglio hat laut Filmabspann die Doppelbedeutung Serail und Käfig für wilde Tiere. Der Film entstand für ein Budget von ca. 40.000 US-Dollar, wobei Cast und Crew ohne Entlohnung an der Produktion mitwirkten.
Die Kostüme schuf Jane Ruhm, die Filmbauten stammen von Noel McCarthy. Im Film sind verschiedene Lieder zu hören: Simple Song von Caleb Sampson, The Bride of Christ von Saviour Machine, At Last von Etta James sowie Georgia O von The Nields.
Der Film wurde im Jahr 2000 unter anderem auf dem Festival des amerikanischen Films in Deauville gezeigt und lief 2001 auf dem San Francisco International Film Festival.

## Auszeichnungen
Auf dem Festival des amerikanischen Films in Deauville gewann Seraglio 2000 den Preis für den besten Kurzfilm. Der Film wurde 2001 für einen Oscar in der Kategorie Bester Kurzfilm nominiert.